# ستيف كوبر
ستيف كوبر (22 يونيو 1964 ببرمنغهام في المملكة المتحدة - 15 فبراير 2004 ببرمنغهام في المملكة المتحدة) هو لاعب كرة قدم بريطاني في مركز الهجوم. لعب مع برمنغهام سيتي ونادي بارنسلي ونادي ترانمير روفرز لكرة القدم ونادي يورك سيتي وناك بريدا ونيوبورت كونتي وويغان أتلتيك ونادي أردريونيانز ونادي هاليفاكس تاون ونادي بيتربورو يونايتد ونادي بليموث أرجايل ونادي آير يونايتد.